# 南保村
南保村（なんぼむら）は、かつて富山県下新川郡にあった村。

## 沿革
- 1889年（明治22年）4月1日 - 町村制の施行により、下新川郡南保村、長野村、石谷村及び蛭谷村の区域をもって、下新川郡南保村が発足する。
- 1954年（昭和29年）8月1日 - 下新川郡泊町、五箇庄村、宮崎村、境村、大家庄村、山崎村及び南保村が合併して、下新川郡朝日町が発足する。

## 歴代村長
出典→
1. 大森太左衛門（1889年7月27日 - 1892年11月15日）
2. 堀地源次郎（1892年12月13日 - 1893年2月14日）
3. 森島亀平（1893年6月23日 - 1897年6月22日）
4. 大森四郎左衛門（1897年10月13日 - 1900年6月12日）
5. 森島亀平（1900年7月3日 - 1902年11月18日）
6. 勝原和平（1902年4月15日 - 1904年9月24日）
7. 勝原弘（1906年4月1日 - 1913年3月19日）
8. 谷新六（1913年5月19日 - 1935年6月15日）
9. 谷津左衛門（1935年7月5日 - 1939年7月5日）
10. 堀地源次郎（1939年7月6日 - 1944年8月12日）
11. 谷恭文（1944年8月30日 - 1946年9月16日）
12. 近藤久太郎（1947年4月6日 - 1948年3月11日）
13. 谷英雄（1948年4月30日 - 1952年4月29日）
14. 谷恭文（1952年4月30日 - 1954年7月31日）